# Kanton Lamotte-Beuvron
Der Kanton Lamotte-Beuvron war bis 2015 ein französischer Wahlkreis im Arrondissement Romorantin-Lanthenay, im Département Loir-et-Cher und in der Region Centre-Val de Loire; sein Hauptort war Lamotte-Beuvron. Vertreter im Generalrat des Départements war zuletzt von 1979 bis 2015, wiedergewählt zuletzt 2008, Patrice Martin-Lalande (UMP). 
Der Kanton war 387,73  km² groß und hatte 11.328 Einwohner (2012). 

## Gemeinden
Der Kanton umfasste die Wahlberechtigten aus sieben Gemeinden:
| Gemeinde              | Einwohner Jahr | Fläche km² | Bevölkerungsdichte | Code INSEE | Postleitzahl |
| --------------------- | -------------- | ---------- | ------------------ | ---------- | ------------ |
| Chaon                 | 468 (2013)     | 31,85      | 15 Einw./km²       | 41036      | 41600        |
| Chaumont-sur-Tharonne | 1121 (2013)    | 78,33      | 14 Einw./km²       | 41046      | 41600        |
| Lamotte-Beuvron       | 4798 (2013)    | 23,34      | 206 Einw./km²      | 41106      | 41600        |
| Nouan-le-Fuzelier     | 2356 (2013)    | 85,49      | 28 Einw./km²       | 41161      | 41600        |
| Souvigny-en-Sologne   | 505 (2013)     | 41,55      | 12 Einw./km²       | 41251      | 41600        |
| Vouzon                | 1500 (2013)    | 78,25      | 19 Einw./km²       | 41296      | 41600        |
| Yvoy-le-Marron        | 622 (2013)     | 48,92      | 13 Einw./km²       | 41297      | 41600        |